# Nate Linhart
Pour les articles homonymes, voir Linhart.
Nathaniel « Nate » Andrew Linhart, né le 14 novembre 1986 à Gahanna dans l'Ohio, est un joueur américain de basket-ball.